# Tata de Koniakary
Le tata de Koniakary est un tata construit dans la commune de Koniakary, à 70 km de Kayes au Mali. Sa construction eut lieu en 1855 à l'initiative d'El Hadj Oumar Tall. Il avait pour but de se protéger contre les troupes coloniales. 

## Présentation
Le tata avait une forme rectangulaire d'une longueur de 115 mètres et large de 107 mètres. il mesurait 6 mètres de hauteur avec une épaisseur à la base de 2 mètres. 
Le tata avec ses huit tours a été bâti en pierre plate extraite d’une carrière distante de 2,5 km. 
L'expédition française pour la prise de Nioro du Sahel est partie après la destruction du tata de Koniakary par le colonel Louis Archinard, le 15 juin 1890.

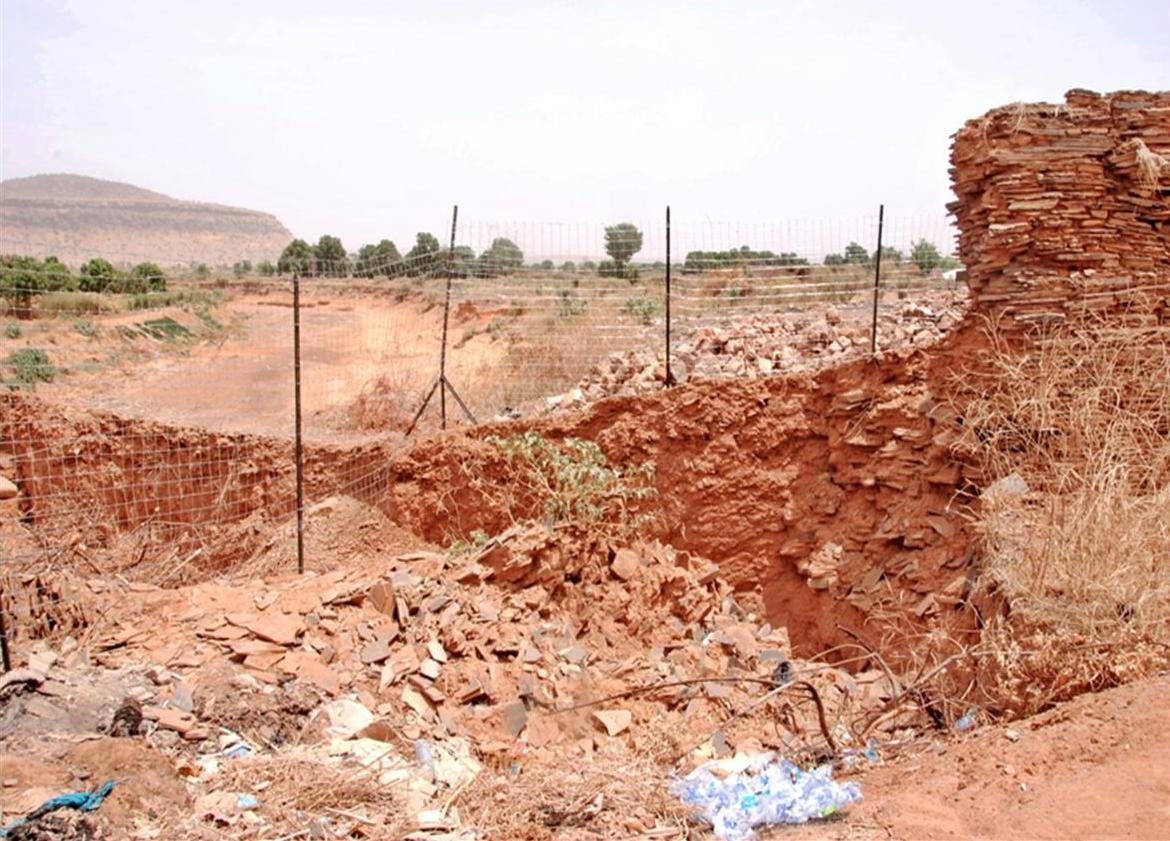
Un mur du tata presque en ruines, en 2019.

Le 14 novembre 2011, le Conseil des ministres a adopté un projet de décret relatif au classement dans le patrimoine culturel national du Tata de Koniakary.
Des restes du mur défensif sont aujourd'hui toujours visibles.